# Walter von Cronberg
Walter von Cronberg (ur. 1477 w Kronberg im Taunus, zm. 4 kwietnia 1543 w Mergentheim) – administrator urzędu wielkiego mistrza i mistrz krajowy niemiecki zakonu krzyżackiego w latach 1527–1543.

## Życiorys
Pochodził z rodu ubogich rycerzy. Do zakonu krzyżackiego wstąpił w 1493 r. Od 1499 r. pełnił urząd poborcy czynszów w komturii Mergentheim, w 1504 r. został komturem domowym we Frankfurcie. Za czasów Albrechta Hohenzollerna był posłem krzyżackim w misjach do króla polskiego Zygmunta Starego. W 1517 r. ufundował w ramach zakonu bractwo pobożnościowe św. Sebastiana. W 1526 r. wybrano go mistrzem krajowym niemieckim. Z uwagi na ekskomunikę Albrechta Hohenzollerna i jego konwersję na luteranizm, Walter von Cronberg uznał się za zwierzchnika zakonu krzyżackiego. Swoje roszczenia do tego urzędu argumentował statutami Wernera von Orselna z XIV wieku, które stanowiły, że w razie braku wielkiego mistrza jego funkcję pełni mistrz krajowy. Początkowo napotkał na opór mistrza krajowego inflanckiego Waltera von Plettenberga, który również uznał się za administratora urzędu wielkiego mistrza. Do sporu włączył się jednak cesarz Karol V, który w 1529 r. uregulował sprawę dalszego istnienia zakonu na korzyść gałęzi niemieckiej. Od 1530 r. Walter von Cronenberg całkowicie poświęcił się misji ratowania katolickiego charakteru zakonu. Nie udało mu się jednak zapobiec dalszej sekularyzacji tej organizacji w Rzeszy i łamania ślubów zakonnych przez braci rycerzy.
Zmarł i pochowany został w Mergentheim. 